# Веселин Георгиев (шахматист)
Веселин Йорданов Георгиев е български шахматист, международен майстор, трикратен световен шампион за хора с увреден слух на първенствата организирани от Международния комитет за тих шах. Най-висок ЕЛО рейтинг на ФИДЕ има през 2013 г. – 2375. Състезател на Шахматен клуб „ЦСКА“ и на ШК „София“.
България е единствената страна в света, която е имала световни шампиони едновременно за мъже, жени, ветерани и хора с увреден слух.

## Класирания

### Световно индивидуално първенство
| Година | Организатор | Издание | Класиране | Точки       |
| 1996   | Ротердам    | XI      | -ро място |             |
| 2000   | Закопане    | XII     | -во място |             |
| 2004   | Маленте     | XIII    | -во място |             |
| 2008   | Санкт Гален | XIV     | -во място | 9,5 (от 11) |
| 2012   | Алмати      | XV      | -то място | 8 (от 11)   |

През 2012 г. рекорден брой участници – 162 шахматисти и 80 делегации от 27 различни страни вземат участие в 15-ия Световен индивидуален шахматен фестивал за хора със силно и частично увреден слух и глухо-слепи.

### Световно отборно първенство
| Година | Организатор | Издание | Класиране  |
| 2006   | Ниредхаза   | XV      | -во място  |
| 2010   | Ещорил      | XVI     | 12-о място |
| 2014   | Опатия      | XVII    | -во място  |

### Шахматна олимпиада за хора с увреден слух
| Година | Организатор    | Издание | Класиране (отборно) |
| 2002   | Блед           | ХХХV    | 27-о място          |
| 2006   | Торино         | XXXVII  | 9-о място           |
| 2008   | Дрезден        | XXXVIII | 14-о място          |
| 2010   | Ханти-Мансийск | XXXIX   | 31-во място         |
| 2012   | Истанбул       | XXXX    | 20-о място          |

### Други призови класирания
Веселин Георгиев има редица престижни класирания в турнири и първенства за хора с увреден слух:
| Година | Организатор | Състезание                                           | Класиране    | Класиране |
| Година | Организатор | Състезание                                           | Индивидуално | Отборно   |
| 1995   | Чопак       | Международен младежки шахматен турнир                | -во място    |           |
| 2005   | Пиещани     | XVII Европейско клубно първенство по шахмат за глухи | -то място    | -ро място |
| 2006   | Будапеща    | Световната купа по шах за младежи                    | -во място    |           |
| 2013   | Каунас      | ХХI Европейско отборно първенство по шахмат          |              | -ро място |